# Вилла Сан-Донато

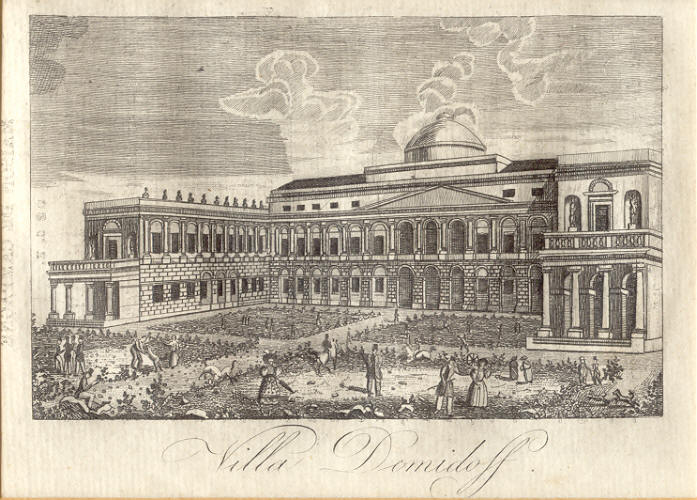

Вилла Сан-Донато (итал. Villa San Donato или Villa Demidoff) — некогда роскошная вилла, построенная Николаем Демидовым на 42 гектарах болотистых земель к северу от Флоренции в Полеросе, которые он купил у католической церкви, после того как он стал послом России при дворе Тосканы. Первый камень был заложен 27 июня 1827 года. Строительство завершено в 1831 году. Спроектирована Джованни Баттистой Сильвестри, архитектором Уффици. Была одной из самых красивых вилл девятнадцатого века во Флоренции. Вилла включала в себя усадьбы с реками, озёрами, церквами, зверинцем, шелковым заводом, садами и железной дорогой.
Кроме того, в вилле был устроен музей, содержащий огромную коллекцию живописи, собранную Демидовыми. Для церкви была выполнена дарохранительница работы Ф. А. Верховцева.
Во время второй мировой войны вилла Сан-Донато была разорена квартировавшими в ней немцами. После войны вилла отошла к флорентийской администрации, и вскоре рядом с ней вырос новый городской квартал. До 2012 можно было увидеть только сильно обезображенный усадебный дом, обветшавшие здания Одеона (театра) и домашней церкви, а также парадные ворота, давно утратившие свою былую роскошь. К 2018-2019 гг. вилла была отреставрирована с некоторыми упрощениями в отделке. Напоминанием об усадьбе служат названия главных улиц нового квартала: виа Сан-Донато и виа делла Вилла Демидофф.
Князь Сан-Донато — титул, введённый в 1840 году тосканским великим герцогом Леопольдом II для Анатолия Демидова по наименованию виллы.